# HD 84607
HD 84607 eller HR 3879, är en ensam stjärna i den mellersta delen av stjärnbilden Sextanten. Den har en skenbar magnitud av ca 5,64 och är svagt synlig för blotta ögat där ljusföroreningar ej förekommer. Baserat på parallax enligt Gaia Data Release 3 på ca 13,05 mas, beräknas den befinna sig på ett avstånd på ca 250 ljusår (77 parsek) från solen. Den rör sig bort från solen med en heliocentrisk radialhastighet på ca 8 km/s. På stjärnans aktuella distans försvagas dess ljusstyrka av interstellär fördunkling med 0,18 magnitud.

## Egenskaper
HD 84607 är en gul till vit underjättestjärna av spektralklass F0/2 IV, som håller på att avsluta kärnfusion av väte i dess kärna och är på väg att övergå till den röda jättegrenen. Den har en massa som är ca 2 solmassor, en radie på ca 3,4 solradier och utsänder från dess fotosfär energi motsvarande ca 26 gånger solen vid en effektiv temperatur av ca 6 900 K. HD 84607 är metallberikad med en järnhalt på [Fe/H] = +0,14 eller 138 procent av solens och roterar ganska snabbt med en projicerad rotationshastighet på 93,1 km/s och en rotation på 1,51 dygn.